# Neil Flynn
Neil Richard Flynn (n. 13 noiembrie 1960, Chicago, Illinois, SUA) este un actor și comedian american. Acesta este cunoscut pentru rolul administratorului⁠(d) în Stagiarii⁠(d) și cel al lui Mike Heck⁠(d) în Familia Heck. A avut roluri importante în seriale precum That '70s Show, CSI - Crime și Investigații și Smallville și în filmele de televiziune Crăciunul păpușilor Muppets⁠(d) și Wake Up, Ron Burgundy: The Lost Movie⁠(d).
A apărut în Evadatul, Singur acasă 3, Fete rele, Indiana Jones și regatul craniului de cristal și Învierea lui Gavin Stone⁠(d). A avut roluri de voce în Stă să plouă cu chiftele, Bob's Burgers⁠(d), Buzz Lightyear of Star Command⁠(d), Clone High, King of the Hill⁠(d) și în jocul video Ratchet & Clank⁠(d).
În 2015, a jucat în serialul web DC Comics Vixen⁠(d). În 2019, a apărut alături de Natalie Morales⁠(d) în sitcomul NBC Abby's⁠(d).

## Biografie
Flynn s-a născut în South Side, Chicago⁠(d). Este de origine irlandeză⁠(d) și a fost crescut într-o familie de confesiune catolică.
În timpul studiilor de liceu la Liceul Waukegan East⁠(d), acesta și prietenul său Mike Shklair au câștigat un concurs de umor în Illinois. A urmat cursurile Universității Bradley⁠(d) din Peoria, Illinois, unde a fost membru al fraternității Sigma Nu⁠(d), a jucat în piese de teatru și a făcut parte din echipa de discursuri a universității.
După ce a absolvit în 1982, Flynn s-a întors la Chicago pentru a urma o carieră de actor.

## Cariera
În Chicago, a jucat în renumitele teatre Goodman⁠(d) și Steppenwolf⁠(d). Flynn a fost nominalizat la un Premiu Joseph Jefferson⁠(d) la categoria cel mai bun actor în rol principal pentru rolul din The Ballad of the Sad Café⁠(d) (1986). De asemenea, apărut pe scena teatrelor de improvizație Improv Olympic⁠(d) și Second City Comedy Troupe⁠(d). În 1998, a înființat grupul de comedie Beer Shark Mice împreună cu David Koechner⁠(d).
Deși era cunoscut cu precădere pentru rolul din Stagiarii, a avut roluri minore în seriale precum That '70s Show, Sunt plecat în oraș, CSI - Crime și investigații, Baieții mei⁠(d), Seinfeld și Smallville.
În Evadatul, acesta joacă rolul unui ofițer de poliție din Chicago ucis de  Frederick Sykes (Andreas Katsulas). Acest rol a influențat povestea din spatele episodului „My Friend the Doctor⁠(d)”, unde J.D. (Zach Braff⁠(d)) observă personajul lui Flynn în film și este convins că Janitor este actorul. În 2008, Flynn a lucrat din nou alături de Harrison Ford în filmul Indiana Jones și regatul craniului de cristal .
Flynn a avut un rol minor în Fete rele, fiind tatăl personajului interpretat de  Lindsay Lohan, și a fost un polițist anonim în Un știrist legendar. Scena a fost eliminată din versiunea finală a filmului, însă poate fi văzută în filmul spin-off Wake Up, Ron Burgundy: The Lost Movie și la categoria scenelor șterse pe DVD-ul filmului. A apărut în filmul Indienii din Cleveland și în Juniorul dă lovitura⁠(d). Flynn a apărut într-un episod din The Drew Carey Show⁠(d) și în rolul unui ofițer de poliție într-un episod al serialului Seinfeld.

### Stagiarii
Flynna a dat probe pentru rolul doctorului Fox, însă a primit rolul administratorului. Inițial, acesta trebuia să apară doar în primul episod, „My First Day⁠(d)”, dar a devenit parte a distribuției principale, fiind cunoscut pentru relația sa tensionată cu tânărul doctor J.D. Numele său rămâne necunoscut pe durata serialului și este dezvăluit abia la finalul sezonului 8. Se bănuiește că numele este un fals din două motiv: în primul rând, după ce J.D. părăsește scena, un superior i se adresează acestuia cu „Tommy”, iar în al doilea rând, în timp ce urmărește filmul Evadatul cu Carla și Danni (Tara Reid ), J.D. observă că administratorul este identic cu personajul din film. Când acesta confirmă că a apărut în filmul respectiv, unii fani bănuiesc că numele administratorului este Neil Flynn, dar acest lucru a fost respins de actor într-un interviu. Flynn a apărut în Stagiarii pe parcursul celor opt sezoane. Când serialul a fost anulat de NBC și preluat de ABC, a semnat un contract de un an pentru sezonul 9, care i-ar fi permis să-și păstreze rolul dacă episodul pilot al serialului Familia Heck ar fi fost respins. Pilotul a fost preluat, iar rolul său din Stagiarii a devenit rol episodic.

### Familia Heck
Flynn l-a interpretat pe Mike Heck în cadrul serialului ABC Familia Heck (2009–2018). Personajul său era tatăl a trei copii și lucra la Cariera Orson Limestone din statul Indiana.
Pentru rolul său din Familia Heck, Flynn a fost nominalizat pentru cel mai bun actor în rol secundar într-un serial de comedie⁠(d) în cadrul 21st Critics' Choice Awards⁠(d).

### Roluri de voce
Flynn a avut un rol de voce în Buzz Lightyear of Star Command și a devenit cunoscut drept vocea personajelor Skidd McMarx și Plumber în primele trei jocuri Ratchet & Clank pentru PlayStation 2. De asemenea, a avut un rol episodic în Kim Possible.
Flynn a realizat vocea personajului Max Flush în episodul „O.T.: The Outside Toilet⁠(d) din Bob's Burgers. Din 2015, acesta este vocea lui Chuck, tatăl adoptiv al personajului principal din serialul DC Comics Vixen.

## Filmografie

### Filme
| An   | Titlu                                              | Rol                                  | Note            |
| ---- | -------------------------------------------------- | ------------------------------------ | --------------- |
| 1989 | Major League                                       | Longshoreman                         |                 |
| 1993 | Rookie of the Year                                 | Stan Okie                            |                 |
| 1993 | The Fugitive                                       | Transit Cop                          |                 |
| 1994 | Baby's Day Out                                     | Cop in the park                      |                 |
| 1994 | The Fence                                          | Dominick                             |                 |
| 1996 | Chain Reaction                                     | State Trooper Neimitz                |                 |
| 1997 | Home Alone 3                                       | Police Officer #1                    |                 |
| 1999 | Magnolia                                           | Daniel Hill                          |                 |
| 2000 | The Right Temptation                               | Max                                  |                 |
| 2001 | The Removers                                       | Alien Mask Man                       |                 |
| 2003 | Brainwarp                                          | Detective Jim Fist                   | Direct-to-video |
| 2004 | Mean Girls                                         | Chip Heron                           |                 |
| 2004 | Anchorman: The Legend of Ron Burgundy              | Cop                                  | Scene eliminate |
| 2006 | Hoot                                               | Mr. Eberhart                         |                 |
| 2007 | Sex and Death 101                                  | Zack                                 |                 |
| 2007 | Alive and Well                                     | Joel                                 |                 |
| 2008 | Indiana Jones and the Kingdom of the Crystal Skull | FBI Agent Paul Smith                 |                 |
| 2009 | Cloudy with a Chance of Meatballs                  | Weather News Network Producer (voce) |                 |
| 2017 | The Resurrection of Gavin Stone                    | Waylon Stone                         |                 |
| 2020 | Superman: Man of Tomorrow                          | Jonathan Kent (voce)                 |                 |
| 2022 | 5-25-77                                            | Dr. Callahan                         |                 |

### Televiziune
| An        | Titlu                                    | Rol                    | Note                                                                          |
| --------- | ---------------------------------------- | ---------------------- | ----------------------------------------------------------------------------- |
| 1987      | CBS Summer Playhouse                     | LAPD Officer           | Episodul: "Kung Fu: The Next Generation"                                      |
| 1987      | Sable                                    | Real Security Guard    | Episodul. "Copycat"                                                           |
| 1989      | Tour of Duty                             | SEAL                   | Episodul: "Sealed with a Kiss"                                                |
| 1989      | Doogie Howser, M.D.                      | Policeman #1           | Episodul: "Pilot"                                                             |
| 1996      | To Sir, with Love II                     | Detective Dennis       | Film de televiziune                                                           |
| 1996–97   | Early Edition                            | Cop, Kellaher, Marilyn | 3 episoade                                                                    |
| 1997      | Seinfeld                                 | Cop #1                 | Episodul: "The Summer of George"                                              |
| 1998      | The Drew Carey Show                      | Scott Honey            | Episodul: "Kate's Family"                                                     |
| 1998      | Ellen                                    | George                 | Episodul: "It's a Gay, Gay, Gay, Gay World!"                                  |
| 1999      | That '70s Show                           | The Bouncer            | Episodul: "The Velvet Rope"                                                   |
| 1999      | Sliders                                  | Officer Phil           | Episodul: "Easy Slider"                                                       |
| 1999      | Chicago Hope                             | John Derricks          | Episodul: "Vigilance and Care"                                                |
| 2000      | Then Came You                            | Cop                    | Episodul: "Then Came the Monthiversary"                                       |
| 2000      | Family Law                               | Jack Lumberg           | Episodul: "Telling Lies"                                                      |
| 2000–01   | Buzz Lightyear of Star Command           | XR (voce)              | 24 de episoade                                                                |
| 2001      | The District                             | George Ryerson         | Episodul: "Vigilante"                                                         |
| 2001      | Norm                                     | Lee                    | Episodul: "Norm vs. Deception"                                                |
| 2001–09   | Scrubs                                   | Janitor                | 166 de episoade Rol episodic (Sezoanele 1 și 9) Rol principal (Sezoanele 2–8) |
| 2002      | CSI: Crime Scene Investigation           | Officer Yarnell        | Episodul: "Identity Crisis"                                                   |
| 2002      | Boston Public                            | Walter Andrews         | Episodul: "Chapter Thirty-Four"                                               |
| 2002      | NYPD Blue                                | Kevin Healey           | Episodul: "Low Blow"                                                          |
| 2002      | It's a Very Merry Muppet Christmas Movie | Janitor                | Film de televiziune                                                           |
| 2002–03   | Clone High U.S.A.                        | Various Voices         | 12 episoade                                                                   |
| 2003–04   | Smallville                               | Pete Dinsmore          | 2 episoade                                                                    |
| 2005      | King of the Hill                         | Turpin (voce)          | Episodul: "Arlen City Bomber"                                                 |
| 2005      | Love, Inc.                               | Nathan                 | Episodul: "Love, Inc."                                                        |
| 2006      | Joey                                     | Father O'Neill         | 2 episoade                                                                    |
| 2006      | My Boys                                  | Danny Finn             | Episodul: "When Heroes Fall from Grace"                                       |
| 2006      | Re-Animated                              | Head of Appleday Board | Film de televiziune                                                           |
| 2007      | The Naked Trucker and T-Bones Show       | Hitchhiker             | Episodul: "T-Bones TV"                                                        |
| 2009      | Monkey Talk                              | Kevin                  | Film de televiziune                                                           |
| 2009–18   | The Middle                               | Michael "Mike" Heck    | Rol principal 215 episoade                                                    |
| 2012-2015 | Randy Cunningham 9th Grade Ninja         | Mr. Bannister (voce)   | 4 Episoade                                                                    |
| 2013      | Bob's Burgers                            | Max Flush (voce)       | Episodul: "O.T.: The Outside Toilet"                                          |
| 2014      | Surviving Jack                           | Sport Teacher          | Episodul: "She Drives Me Crazy"                                               |
| 2014      | Key & Peele                              | Doctor                 | Episoadele: "Sex Addict Wendell" și "Dicknanigans"                            |
| 2015      | Undateable                               | Customer               | Episodul: "A Live Episode Walks Into a Bar"                                   |
| 2015      | Jeopardy!                                | Himself                | 3 episoade                                                                    |
| 2019      | Abby's                                   | Fred                   | Rol principal                                                                 |
| 2021      | Chicago Party Aunt                       | Old Man in Bar (voce)  | Episodul: "Ribs for Her Pleasure"                                             |

### Jocuri video
| An   | Titlu                            | Rol                                                       |
| ---- | -------------------------------- | --------------------------------------------------------- |
| 2002 | Ratchet & Clank                  | Plumber, Skid McMarx, Robot Lieutenant, Inventor, Foreman |
| 2003 | Ratchet & Clank: Going Commando  | Plumber                                                   |
| 2004 | Ratchet & Clank: Up Your Arsenal | Plumber, Skid McMarx, Taxi Driver, Gary                   |